# Pandora (film, 1951)
Pour les articles homonymes, voir Pandora.
Pour plus de détails, voir Fiche technique et Distribution.
Pandora (Pandora and the Flying Dutchman) est un film fantastique britannique d'Albert Lewin sorti en 1951.

## Synopsis
Pandora Reynolds, une chanteuse américaine de passage en Espagne, fascine tous les hommes. À l'auberge, elle refuse la demande en mariage d'un poète, Demarest, qui se suicide devant elle. Deux autres hommes sont amoureux d'elle : Stephen, le pilote de course, et Montalvo, le matador. Un soir, elle aperçoit un étrange bateau au large du port d'Esperanza, elle s'y rend à la nage. Elle y rencontre un mystérieux navigateur, Hendrick Van der Zee, qui la fascine à son tour. L'histoire est racontée par un témoin, Geoffrey, qui a découvert un manuscrit ancien qui donne une version inédite du mythe du Hollandais volant.

## Fiche technique
- Titre : Pandora
- Titre original : Pandora and the Flying Dutchman
- Réalisation : Albert Lewin
- Scénario : Albert Lewin, d'après la légende du Hollandais volant
  - Citations poétiques : Omar Khayyam (non crédité)
- Production : Joe Kaufmann, Albert Lewin et John Woolf (non crédité)
  - Assistant : Gordon Griffith
- Photographie : Jack Cardiff, assisté de Paul Beeson (cadreur, non crédité)
  - Seconde équipe : Edward Scaife
  - Consultante couleurs pour Technicolor :  Joan Bridge
- Montage : Ralph Kemplen et Clive Donner (non crédité)
- Direction artistique : John Bryan
- Costumes : Beatrice Dawson et Julia Squire (non créditée)
- Photographie de plateau : Man Ray
- Musique : Alan Rawsthorne
- Sociétés de production : Dorkay Productions et Romulus Films
- Distribution : Metro-Goldwyn-Mayer
- Pays d'origine :  Royaume-Uni
- Langues originales : anglais, espagnol
- Lieux de tournage : 
  - extérieurs : village portuaire de Tossa de Mar en Catalogne, renommé Esperanza ;
  - intérieurs : Londres
- Format : couleurs (Technicolor) - son mono - 1.37 : 1 - 35 mm
- Genre : film fantastique
- Durée : 122 minutes
- Dates de sortie : 
  -  Royaume-Uni : février 1951
  -  France : 19 septembre 1951
  -  États-Unis : 15 octobre 1951
  -  Espagne : 8 février 1952

## Distribution
- James Mason (V.F. : Jean Marchat) : Hendrick Van der Zee
- Ava Gardner (V.F. : Jacqueline Ferrière) : Pandora Reynolds
- Nigel Patrick (V.F. : Jacques Erwin) : Stephen Cameron
- Sheila Sim (V.F. : Camille Fournier) : Janet
- Harold Warrender (V.F. : Daniel Lecourtois) : Geoffrey Fielding
- Mario Cabré (V.F. : Jean-Henri Chambois avec un accent espagnol) : Juan Montalvo
- Marius Goring (V.F. : Raymond Loyer) : Reggie Demarest
- John Laurie : Angus
- Abraham Sofaer (V.F. : Maurice Dorléac) : le juge
- Margarita D'Alvarez (V.F. : Lita Recio) : Señora Montalvo, la mère de Juan